# Première guerre samnite
Guerres samnites
Batailles
La première guerre samnite est un bref conflit opposant la République romaine et ses alliés campaniens et latins aux montagnards de la confédération samnite vers 343/341 av. J.-C. Elle fait suite à l'attaque des Samnites contre les Sidicins qui en appellent aux Campaniens. Ces derniers se tournent ensuite vers Rome, pourtant alliée jusque-là aux Samnites.
C'est le premier pas de la conquête romaine de l'Italie et la première des guerres samnites. C'est la première fois dans l'histoire que Rome intervient au-delà du Latium et de ses abords. Elle commence par l'épisode connu sous le nom de « deditio de Capoue » en l'an 343 av. J.-C. et précède la guerre latine de 340-338 av. J.-C. pendant laquelle l'alliance romano-samnite préexistante est renouvelée jusqu'aux prémices de la deuxième guerre samnite qui commence en 327 av. J.-C.

## Contexte
Au milieu du IVe siècle av. J.-C., la République romaine étend sa domination sur ses alliés de la ligue latine et sur les terres volsques, herniques et aurunces du Latium. En Étrurie méridionale, les terres de Véies sont romaines, et après des conflits avec les autres cités, Rome se rapproche à nouveau des Étrusques et est alliée de longue date avec Caeré,. Rome éprouve par contre des difficultés internes avec la lutte politique entre patriciens et plébéiens,.
Dans la deuxième moitié du Ve siècle av. J.-C., des Samnites fondent un État campanien autour de la riche Capoue étrusque et de la Cumes grecque, devenant plus civilisés et moins belliqueux, mais restent sous pression de leurs congénères des montagnes tout au long du siècle qui suit,. Les riches terres fertiles d'Apulie au sud, de la vallée du Liris au nord et surtout celle à l'est de Campanie sont une tentation permanente pour les raids samnites et les pillages.
Au nord de la Campanie entre le Liris et le Volturno, sur les confins du Samnium, est installé un autre peuple osque, les Sidicins. Leur capitale est Teanum Sidicinum,,.
En 354, ou en 350 av. J.-C., Rome conclut un traité d'amitié et d'alliance avec la confédération samnite,,, mais les clauses du traité ne sont pas connues. Les historiens modernes pensent que la rivière Liris sert alors de frontière naturelle entre les sphères d'influence romaine et samnite,.

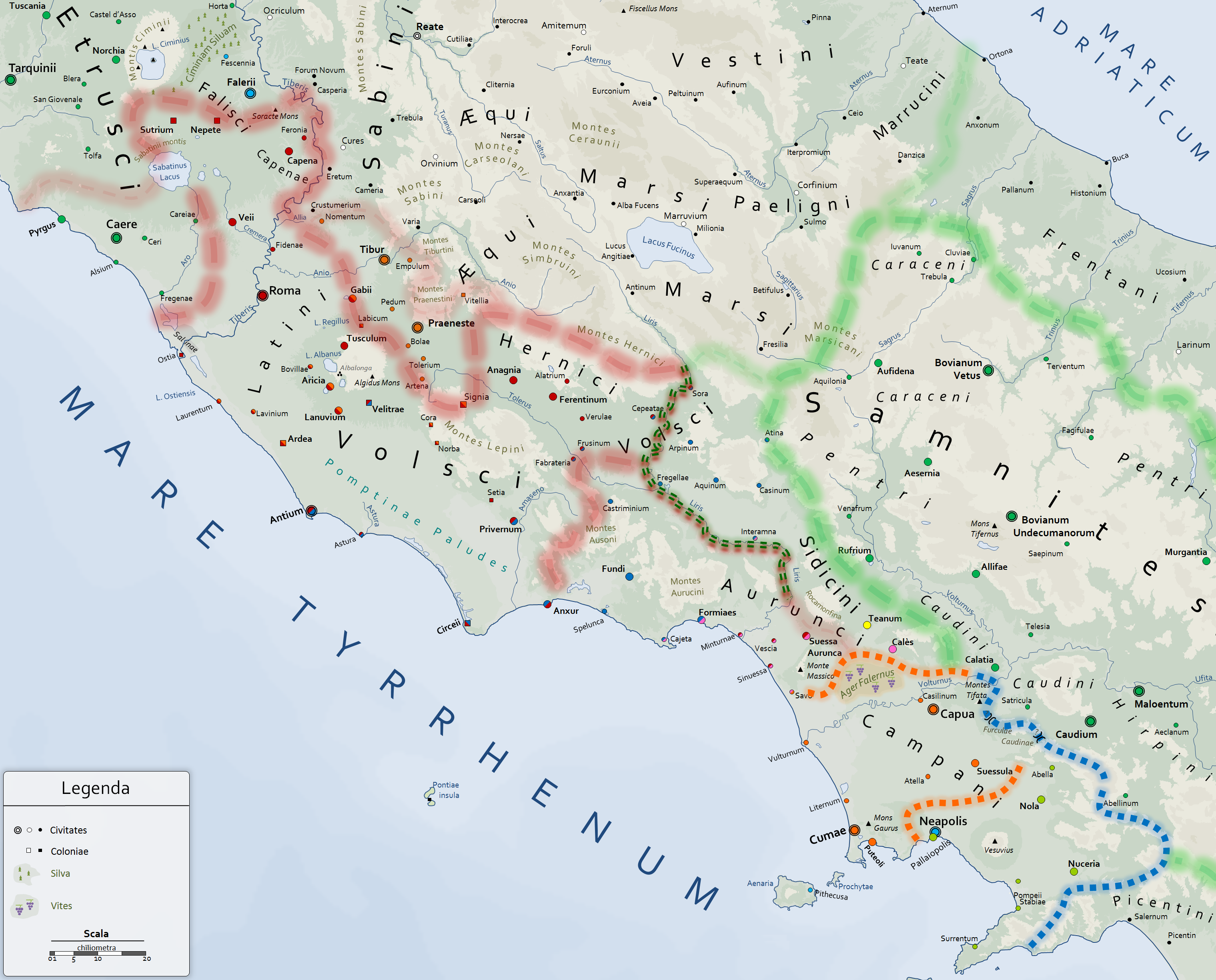
Carte du Latium, de la Campanie et du Samnium à la veille de la première guerre samnite.
Légende des couleurs des cités et des colonies :
Légende des couleurs des limites :

- Étrusques
- Falisques
- Romains
- Ville latine dominée par Rome ou colonie romano-latine
- Latins
- Ville dominée par Rome ou colonie romaine peuplée de natifs volsques
- Volsques
- Ville volsque ou aurunce
- Ville aurunce dominée par Rome
- Aurunces
- Sidicins
- Ville volsque ou samnite
- Samnites (Caracéniens, Pentriens, Caudiniens, Hirpins)
- État campanien de Capoue
- Campaniens sous influence samnite
- Grecs
- Peuples neutres : Ombriens, Sabins, Èques, Vestins, Marses, Péligniens, Marrucins, Frentans et Picentins

- Limite approximative des sphères d'influence romaine et samnite à la suite du traité de 354[N 1]
- Limites approximatives des terres sous domination romaine
- Limites approximatives des terres sous domination samnite
- Limites approximatives de l'État campanien de Capoue
- Frontière entre le Samnium et la Campanie

## Les sources disponibles
Tite-Live est la seule source qui nous est parvenue sur le déroulement de la guerre. En outre, les Fasti triumphales rapportent deux triomphes romains datant de cette guerre et certains des événements décrits par Tite-Live sont également cités par d'autres auteurs antiques. Les nombreux point obscurs du récit de Tite-Live et l'absence de mention de cette guerre chez Diodore de Sicile ont amené certains historiens jusqu'au milieu du XXe siècle à rejeter l'existence même de cette guerre. Les historiens les plus récents ont cependant accepté l'historicité de la guerre,,,,.
Aucun historien romain n'aurait inventé une série d'événements si peu flatteur à Rome, Tite-Live est clairement embarrassé de la façon dont Rome passe d'alliée à ennemie des Samnites,,. Il est également peu probable que les Romains établissent une telle position dominante en Campanie à partir de 340 av. J.-C. sans résistance de la confédération samnite. Enfin, Diodore de Sicile ne tient pas compte de nombreux autres événements de l'histoire romaine primitive telles que les toutes premières années de la deuxième guerre samnite, son omission de la première guerre ne peut donc pas être considérée comme une preuve.

## Les événements marquants

### La «deditiode Capoue»

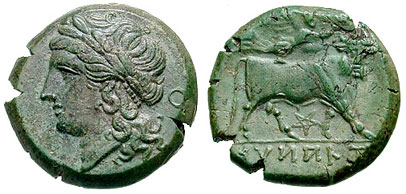
Monnaie frappée à Teanum Sidicinum, portant le nom de la cité en alphabet osque.

Vers 343 av. J.-C., des Samnites venant des montagnes menacent les Sidicins de Teanum, ville qui se situe à la limite du Latium et de la Campanie. Les Sidicins font appel à l'État campanien de Capoue, qui est vaincu par les Samnites, et qui se tourne lui-même vers Rome.
La tradition veut que les dirigeants de Capoue prononcent la formule du deditio, ce qui est probablement anachronique et permet de justifier l'intervention romaine : alliés aux Samnites d'une part, les Campaniens ayant remis inconditionnellement corps et biens à Rome d'autre part, les Romains s'engagent auprès des Campaniens dont l'État est maintenant romain plutôt qu'auprès de leurs alliés samnites. Aux côtés des Romains, se trouve la ligue latine ainsi que les Campaniens de Capoue, Suessula et Cumes.
C'est la première fois dans l'histoire que Rome intervient au-delà du Latium et de ses abords.

### Une guerre brève

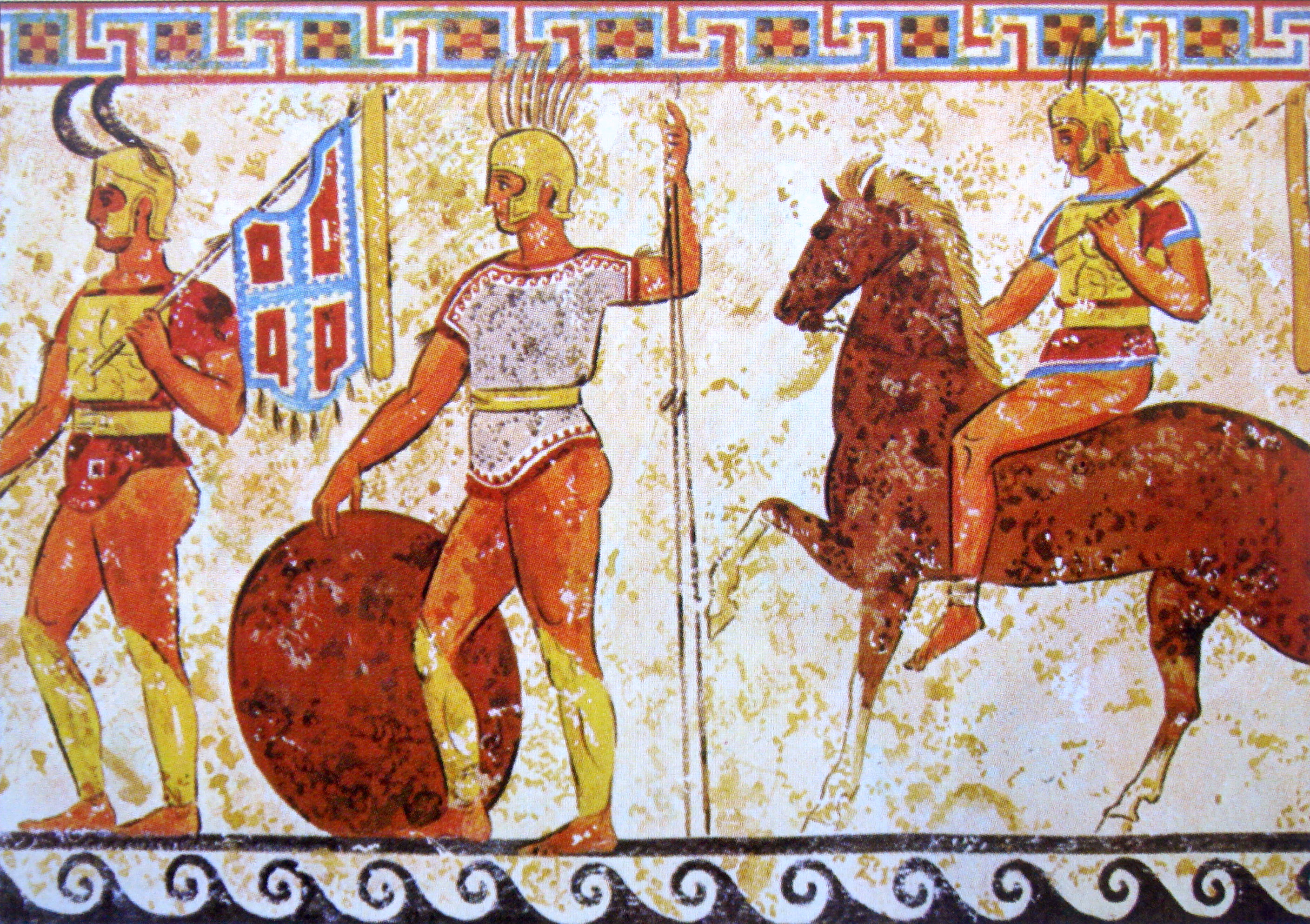
Soldats samnites, d'après une frise décorant un tombeau à Nole en Campanie, IVe siècle av. J.-C.

Le conflit militaire connu sous le nom de « première guerre samnite » est bref et commence peut-être dès 343 ou se déroule seulement en 341 av. J.-C., Les Romains défont le peuple montagnard en plusieurs occasions, notamment au Mont Gaurus, mais ils subissent plusieurs revers et ne prennent pas d'avantage décisif. Toutefois, bien que non décisive, « la victoire de Rome appartient à la réalité historique ».
Les historiens modernes parlent généralement de simple et très bref incident dans le pacte romano-samnite,,.
Le parti romain favorable à l'alliance avec les Samnites et des tensions entre Rome et la ligue latine mène Rome à renouveler très rapidement l'alliance avec la confédération samnite,. La paix est négociée d'égal à égal plutôt que par un traité imposé l'un par l'autre. Les Romains acceptent que les Sidicins restent dans la sphère d'influence samnite, mais la mainmise romaine sur les Campaniens est maintenue. La richesse et la main-d’œuvre campanienne est un ajout majeur à la puissance de Rome,,.

### Les conséquences
L'abandon de Teanum est un coup dur pour l'économie commerciale des Latins et les Sidicins font appel à eux. De plus, les Campaniens peuvent se sentir trahis par ce renouvellement du pacte romano-samnite, bien que Capoue ait été préservée de l'attaque des Samnites par Rome. Celle-ci ne semble être intervenue en Campanie que pour y prendre pied.
En 340 av. J.-C., la ligue latine, les Sidicins, quelques éléments campaniens, mais aussi des Volsques et des Aurunces récemment soumis, entrent en guerre contre Rome alliée à la confédération samnite,,. Il s'agit pour tous ces peuples de recouvrer leur indépendance à l’égard de Rome et d'arrêter la marche des deux grandes puissances de cette région, les Romains et les Samnites réconciliés.
Ainsi commence la guerre latine, qui voit la coopération étroite des Romains et des Samnites contre les coalisés. Elle se termine par la dissolution de la ligue latine en 338 av. J.-C. à la suite de la victoire romano-samnite, la perte d'indépendance des cités latines au profit de Rome et la confirmation de la mainmise romaine sur le Latium et sur une partie de la Campanie,,. Les Sidicins sont quant à eux soumis par les Samnites.
- Étrusques
- Falisques ayant le statut d'alliés de Rome
- Romains
- Ville latine ayant le statut d'alliée de Rome
- Ville dominée par Rome ou colonie romaine peuplée de natifs volsques
- Sidicins
- Aurunces
- Ville volsque ou samnite
- Samnites (Caracéniens, Pentriens, Caudiniens, Hirpins)
- Campaniens sous influence samnite
- Grecs
- Peuples neutres : Ombriens, Sabins, Èques, Vestins, Marses, Péligniens, Marrucins, Frentans et Picentins

- Limite approximative des sphères d'influence romaine et samnite à la suite du traité de 354[N 1]
- Limites approximatives des terres sous domination romaine
- Limites approximatives des terres sous domination samnite
- Limites approximatives de l'État campanien de Capoue
- Frontière entre le Samnium et la Campanie

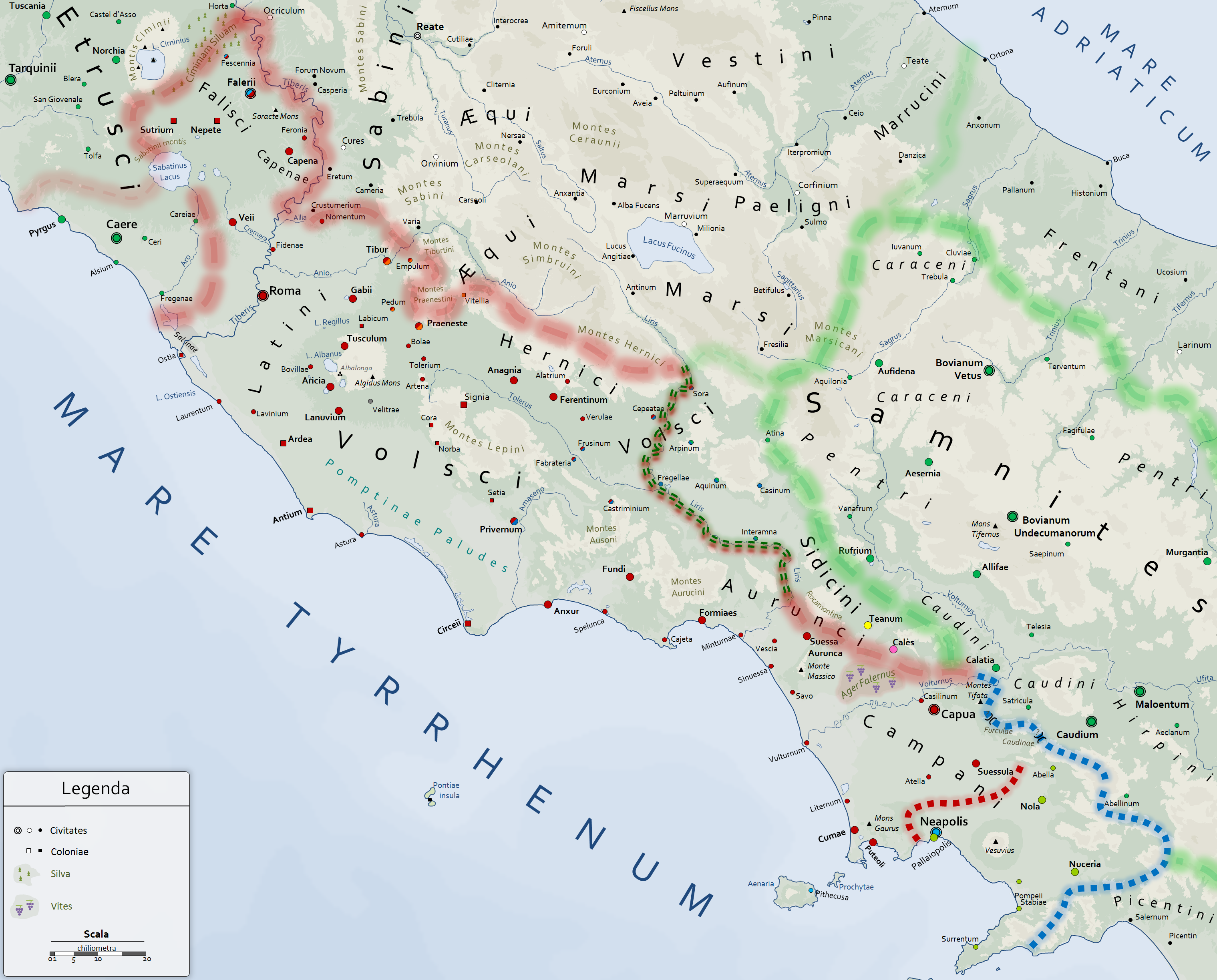
Carte du Latium, de la Campanie et du Samnium au lendemain de la guerre latine.
Légende des couleurs des cités et des colonies :
Légende des couleurs des limites :

La puissance romaine dans le Latium et en Campanie ainsi que le renforcement qui s'ensuit de la frontière avec les Samnites débouche en 327 av. J.-C. sur la deuxième guerre samnite,.

## Le récit détaillé des auteurs antiques

### Les causes de la guerre
| Teanum                            |
| Localisation de Teanum Sidicinum. |
| Teanum                            |

Selon Tite-Live, la première guerre samnite n'est pas due à une inimitié entre Rome et les Samnites, mais en raison d'événements extérieurs. Le casus belli vient de l'attaque sans provocation des Samnites contre les Sidicins, une tribu vivant au nord de la Campanie avec pour capitale la cité de Teanum Sidicinum. Dans l'impossibilité de tenir tête aux Samnites, les Sidicins appellent les Campaniens de Capoue à leur aide. Les Samnites défont les Campaniens dans une bataille sur le territoire des Sidicins et tournent leur attention sur la Campanie. D'abord, ils s'emparent des collines de Tifata surplombant Capoue et, après avoir laissé une grande force pour les tenir, marchent à travers la plaine sur Capoue. Les Samnites battent à nouveau les Campaniens dans une bataille et ces derniers, ayant perdu beaucoup des leurs, se réfugient au sein de leurs murs. Cette nouvelle défaite contraint les Campaniens de Capoue à appeler Rome à leur aide.
À Rome, les ambassadeurs de Campanie sont admis à une audience avec le Sénat. Ils proposent une alliance entre Rome et Capoue, notant que la célèbre richesse des Campaniens peut être bénéfique aux Romains, en soulignant que rien dans le traité de Rome avec les Samnites ne les empêche également de conclure un traité avec eux, et les avertissant que s'ils ne les aident pas, les Samnites vont conquérir la Campanie dont la puissance leur reviendrait plutôt qu'à Rome. Après avoir discuté de cette proposition, le Sénat conclut que même s'il y a beaucoup à gagner d'un traité avec les Campaniens, Rome ne peut s'allier avec eux et se considérer comme loyaux envers leur traité existant avec les Samnites, et ils doivent refuser la proposition pour cette raison. Une fois informée du refus de Rome, l'ambassade campanienne, conformément à leurs instructions, remet inconditionnellement le peuple de Campanie et la ville de Capoue au pouvoir de Rome. Les sénateurs romains décident alors que l'honneur de Rome est maintenant de soutenir les Campaniens et Capoue, qui par sa « deditio » est devenue possession romaine, et de les protéger des attaques samnites.
Des ambassadeurs romains sont donc envoyés chez les Samnites pour leur apporter des nouvelles de Rome et leur demander, compte tenu de l'alliance et de l'amitié mutuelle entre eux et Rome, de s'abstenir d'attaquer les territoires devenus possession romaine. Les envoyés romains délivrent leur message devant une assemblée de la confédération samnite. La réponse est sans compromis : non seulement les Samnites déclarent leur intention de faire la guerre à Capoue, mais leurs magistrats quittent la salle du conseil, et assez fort pour que les envoyés de Rome les entendent, ordonnent à leurs troupes de se mettre immédiatement en marche pour ravager le territoire campanien. Quand ces nouvelles arrivent à Rome, le Sénat envoie les fétiaux pour demander réparation, et devant le refus des Samnites, le peuple de Rome déclare formellement la guerre aux Samnites.

### Les trois victoires romaines de 343
| Bataille de Mont Gaurus · Bataille de Suessula · Bataille de Satricula |
| Localisation des trois batailles selon Tite-Live.                      |
| Bataille de Mont Gaurus · Bataille de Suessula · Bataille de Satricula |

Selon Tite-Live, les deux consuls romains de l'an 343 av. J.-C., Marcus Valerius Corvus et Aulus Cornelius Cossus, marchent avec leurs armées contre les Samnites. Valerius Corvus mène ses troupes en Campanie et Cornelius Cossus les siennes dans le Samnium où il campe à Saticula. L'historien romain rapporte alors trois victoires romaines.
Valerius Corvus remporte une bataille sur les pentes du Mont Gaurus, tout près de Cumes et de la baie de Naples, seulement après une dernière charge désespérée des Romains à l'approche de la nuit qui met en déroute les forces samnites après une journée de dur combat.
Une bataille à Saticula tourne presque au désastre pour les Romains lorsque les Samnites tentent de piéger Cornelius Cossus et son armée dans un défilé. Cependant, un des tribuns militaires de Cornelius Cossus, Publius Decius, mène un petit détachement se saisir d'une colline, distrayant les Samnites et permettant à l'armée romaine d'échapper au piège. Decius et ses hommes s'échappent pendant la nuit, et au matin, les Samnites sont attaqués par surprise et défaits par les Romains. Cette anecdote est aussi rapportée par Cicéron et Frontin.
Toujours déterminé à arracher la victoire, les Samnites regroupent leurs forces et assiègent Suessula à l'extrémité orientale de la Campanie. Laissant ses bagages derrière, Valerius Corvus mène son armée à marches forcées vers Suessula. Ayant peu de provisions et sous-estimant la taille de l'armée romaine, les Samnites ont dispersé leur armée pour chercher de la nourriture. Cela permet à Valerius Corvus de remporter une troisième victoire romaine quand il s'empare du camp samnite mal défendu puis disperse les fourrageurs.
Ces succès romains contre les Samnites convainquent les Falisques de Faléries de convertir la trêve de quarante ans avec Rome en un traité de paix permanent et les Latins d'abandonner leur projet de guerre et de se lancer plutôt dans une campagnes contre les Péligniens. La cité-État amie de Carthage envoie une ambassade pour féliciter Rome avec une couronne d'or pour le temple de Jupiter Optimus Maximus du Capitole.
Les deux consuls célèbrent chacun un triomphe. Les Fasti triumphales rapportent que Valerius Corvus et Cornelius Cossus célèbrent leurs triomphes sur les Samnites respectivement le 21 et le 22 septembre.

### La mutinerie des garnisons de Campanie en 342
Aucun combat n'est signalé en l'an 342 av. J.-C. Au contraire, les sources se concentrent sur une mutinerie de l’armée romaine pendant l'hiver 343/342. Celle-ci est rapportée par Tite-Live, mais aussi par Denys d'Halicarnasse et Appien d'Alexandrie. Tite-Live souligne que la mutinerie suivie de la réconciliation est le seul point sur lequel les historiens antiques s'accordent.
Les Campaniens demandent à Rome des garnisons en hiver pour les protéger des Samnites. Subvertis par la vie luxueuse des Campaniens, les soldats en garnison, majoritairement plébéiens et pauvres, complotent et s'érigent en maîtres de la riche Campanie. Cependant, la conspiration est découverte par les consuls, Quintus Servilius Ahala et Caius Marcius Rutilus. Par peur des sanctions, les comploteurs se mutinent. Les efforts de Marcius Rutilus pour briser la mutinerie sont vains. Ils forment une armée rebelle et marchent sur Rome. Il se peut que Marcus Valerius Corvus soit nommé dictateur pour faire face à la crise, et il réussit, à moins que cela soit les consuls, à convaincre les mutins de déposer les armes sans effusion de sang et une série de réformes économiques, militaires et politiques sont adoptées pour faire face à leurs doléances,,.
Tite-Live note pour cette année qu'il est possible que le tribun de la plèbe Lucius Genucius propose d’interdire les prêts à intérêt, qu'un plébiscite est voté interdisant à un magistrat de se représenter au même poste à moins de dix années d'intervalle et qu'il peut y avoir dorénavant deux consuls plébéiens. Il conclut que si ces réformes sont véritables, c'est la preuve que la révolte plébéienne de cette année est très grave.

### Le ravage du Samnium en 341
Tite-Live rapporte en une phrase au milieu d'un grand nombre d'autres évènements que l'un des deux consuls de l'an 341 av. J.-C., Lucius Aemilius Mamercinus, entre en territoire samnite mais ne rencontre aucune opposition armée. Il ravage leur territoire lorsque des envoyés samnites viennent lui demander la paix.

### Le renouvellement de l'alliance romano-samnite
Lors de la présentation de leur cas devant le Sénat romain, les ambassadeurs samnites soulignent leur ancien traité avec les Romains, qui, contrairement aux Campaniens, a été signé en temps de paix, et que les Samnites visent maintenant à attaquer les Sidicins qui ne sont pas amis de Rome. Le préteur romain Tiberius Aemilius Mamercinus donne la réponse du Sénat.
Rome renouvelle son ancien traité avec les Samnites et, en outre, ne veut pas influencer la décision des Samnites de faire la guerre ou la paix avec les Sidicins. Une fois la paix conclue, l'armée romaine se retire du Samnium.

## L'avis des historiens modernes

### Sur les causes de la guerre
L'exactitude historique du récit de Tite-Live est contestée par les historiens modernes. Ils sont prêts à accepter que Tite-Live a simplifié la façon dont les Sidicins, les Campaniens et les Samnites entrent en guerre, mais que son récit est ici, au moins dans ses grandes lignes, historique,,,,. Le bastion des Sidicins à Teanum contrôle un carrefour important pour la région qui peut fournir aux Samnites un motif de conquête,,,. Comme Tite-Live l'écrit ensuite, la première guerre samnite peut avoir commencé par accident. Les Sidicins sont situés sur la rive samnite de la vallée du Liris, alors que le traité romano-samnite ne concernerait que le Moyen-Liris, et non le Haut-Liris, Rome ne semble pas s'être préoccupée du sort des Sidicins. Les Samnites peuvent donc entrer en guerre contre les Sidicins sans crainte d'intervention romaine. C'est seulement la participation imprévue des Campaniens qui fait réagir les Romains,.
Beaucoup d'historiens ont cependant du mal à accepter l'historicité de l'ambassade campanienne à Rome, en particulier si Tite-Live a raison de décrire la remise inconditionnelles de leurs biens aux Romains,,. Que Capoue et Rome soient alliées en 343 av. J.-C. est moins controversé, car une telle relation sous-tend l'ensemble de la première guerre samnite.
Des historiens ont noté des similitudes entre les événements qui mènent à la première guerre samnite et les événements qui, selon Thucydide, causent la guerre du Péloponnèse, mais il y a aussi des différences fondamentales. Il est clair que Tite-Live, ou ses sources, modèle consciemment l'ambassade campanienne d'après « l'affaire de Corcyre » de l'Histoire de la guerre du Péloponnèse de Thucydide,. Il y a de nombreux parallèles entre le discours prononcé par l'ambassadeur campanien au Sénat romain dans Tite-Live et le discours de l'ambassadeur corcyréen à l'assemblée athénienne chez Thucydide. Mais alors que les Athéniens débattent la proposition en termes pragmatiques, les sénateurs romains décident de rejeter l'alliance campanienne par des arguments moraux,. Tite-Live peut bien avoir l'intention que ses lecteurs instruits notent le contraste. La détresse exagérée de la « deditio de Capoue » contraste avec l'arrogance campanienne, un effet ordinaire dans la littérature romaine antique.
Toutefois, il ne s'ensuit pas nécessairement que si les discours sont inventés, une caractéristique habituelle des historiens antiques, la reddition de la Campanie soit aussi inventée. Il est également peu probable que la description de Tite-Live de l'assemblée samnite se fonde sur des sources authentiques.
La principale difficulté repose dans la façon dont la riche Capoue en 343 av. J.-C. peut avoir été réduite à une situation désespérée par les Samnites telles que les Campaniens soient prêts à tout abandonner pour Rome. Pendant la deuxième guerre punique, Capoue est célèbre pour avoir trahi et pris le parti d'Hannibal, mais après un long siège, elle doit se rendre sans condition en 211 av. J.-C., après quoi les Campaniens sont sévèrement punis par Rome.
Selon Jacques Heurgon, Edward Togo Salmon et Gary Forsythe, la reddition campanienne de 343 est ainsi peut-être une anticipation faite par les historiens romains. Cette invention aurait le double but de disculper Rome de la rupture du traité avec les Samnites en 343 et de justifier la peine prononcée en 211,, Rome convient probablement d'une alliance avec des termes similaires à son traité avec les Latins, le Fœdus Cassianum, et avec les Herniques.
Tim J. Cornell et Dominique Briquel soulignent que des études ont montré que la soumission volontaire par une partie est une caractéristique commune à la diplomatie de cette période,. Stephan P. Oakley ne croit pas que la reddition de 343 soit une projection anticipée d'évènements postérieurs, ne trouvant pas tant de similitudes entre les événements de 343 et ceux 211. Les historiens de l'Antiquité notent de nombreux cas plus tardifs, dont l'historicité n'est pas remise en question, où un État appelle Rome à son secours dans une guerre contre un ennemi plus fort. L'histoire montre que les Romains considèrent ces quémandeurs avec le même statut que celui des ennemis qui se sont rendus, mais dans la pratique, Rome ne veut pas abuser de ses soi-disant alliés.
Tite-Live dépeint les Romains comme assumant de façon désintéressée la charge de la défense des Campaniens, mais il s'agit aussi d'un thème commun dans les histoires antiques de la République romaine, dont les auteurs veulent montrer que les guerres de Rome sont justes. Le succès militaire est la voie principale de prestige et de gloire pour l'aristocratie romaine hautement concurrentielle. Des périodes de temps bien plus documentées montrent un Sénat romain tout à fait capable de manipuler des circonstances diplomatiques afin de fournir une justification pour une guerre expansionniste. Il n'y a aucune raison de croire que ce n'est pas aussi le cas dans la deuxième moitié du IVe siècle av. J.-C.

### Sur les opérations militaires
Les historiens modernes doutent de l'exactitude historique de la description de Tite-Live des trois batailles et autant de victoires romaines. Les scènes de bataille chez Tite-Live pour cette période sont principalement librement reconstruites par lui et ses sources, et il n'y a pas de raison que cela soit différents avec ces batailles. Le nombre de Samnites tués et la taille du butin pris par les Romains sont clairement exagérés,.
Les historiens notent de nombreuses similitudes entre l'histoire de Publius Decius Mus et un événement qui a lieu en Sicile en 258 av. J.-C. lors de la première guerre punique. Selon les sources antiques, une armée romaine est en danger d'être pris au piège dans un défilé quand un tribun militaire conduit un détachement de 300 hommes pour s'emparer d'une colline au milieu de l'ennemi. L'armée romaine s'est échappée, mais sur les 300 seul le tribun survit. Il est peu probable que ce dernier épisode, dans des temps anciens plus célèbres, n'ait pas influencé les descriptions du précédent,,,.
Edward Togo Salmon et Dominique Briquel constatent aussi plusieurs autres similitudes entre les campagnes de 343 et des événements ultérieurs qu'ils considèrent comme étant des projections anticipées d'évènements de la deuxième guerre samnite. La première et la deuxième guerre samnite commencent toutes deux par une invasion du Samnium par un membre de la gentes Cornelia, Aulus Cornelius Cossus Arvina en 343 av. J.-C. et Lucius Cornelius Lentulus en 327 av. J.-C.. La manière dont une armée romaine est conduite dans un piège ressemble à la célèbre catastrophe des Fourches Caudines de 321 av. J.-C., et il y a aussi des similitudes avec les campagnes de Publius Cornelius Arvina en 306 av. J.-C. et Publius Decius Mus, le fils de héros de Saticula, en 297 av. J.-C.. Il pense aussi que les deux victoires en Campanie de Marcus Valerius Corvus peuvent être des anticipations d'opérations romaines contre Hannibal dans la même région en 215 av. J.-C.,. D'autre part, les entrées dans les Fasti triumphales appuient l'existence d'un succès romain. Dans la reconstruction de Salmon, il n'y a qu'une seule bataille en 343 av. J.-C., peut-être dans la périphérie de Capoue près du sanctuaire de Junon Gaura, et se terminant par une victoire romaine non décisive.
Stephan P. Oakley rejette ces hypothèses de doublons et incline à croire qu'il y a bien trois batailles. Les Samnites ont gagné beaucoup de terrain en Campanie au moment de l'arrivée des Romains et les deux victoires de Valerius peuvent être le résultat de simples attaques samnites sur Capoue et Cumes. Et tandis que les embuscades samnites sont en quelque sorte un motif d'actions dans le récit des guerres samnites de Tite-Live, cela peut simplement refléter le terrain montagneux dans lequel ces guerres sont combattues. L'histoire de Decius peut avoir été calquée sur celui du tribun militaire de 258, mais Decius peut aussi avoir effectué un acte héroïque en 343.
Gary Forsythe considère l'épisode avec Cornelius Cossus et Decius Mus comme inventé, notamment car il préfigure le sacrifice de Decius en 340 av. J.-C. Il aurait accompli un acte héroïque qui lui permet de devenir le premier de sa famille à atteindre le consulat en 340, mais aucun détail de l'événement historique n'a survécu. Les annalistes tardifs ont combiné la catastrophe des Fourches Caudines avec le conte du tribun militaire de 258 pour produire l'histoire entièrement fictive rapportée par Tite-Live, la différence étant que, bien que dans les originaux les Romains subissent la défaite et la mort, ici aucun des hommes de Decius n'est tué et les Romains remportent une grande victoire.
L'histoire de la mutinerie des garnisons de Campanie en 342 est contesté par les historiens modernes et il est possible que tout le récit soit inventé pour fournir un arrière-plan aux importantes réformes et concessions aux plébéiens adoptées cette année,,. Ces réformes incluent les leges Genuciae qui imposent que personne ne peut être réélu au même poste pendant au moins de dix ans, et il est clair à partir des fastes consulaires que, sauf dans des années de grande crise, cette loi est appliquée. Il est également devenu une règle ferme que l'un des consuls doit être plébéien voire qu'il est possible que les deux consuls puissent dorénavant être plébéiens. Dominique Briquel penche à croire que la tentation des soldats plébéiens de se mutiner et de s'emparer de la cité de Capoue et de ses terres et richesses est réaliste.
L'impact de l'invasion du Samnium par Lucius Aemilius Mamercinus en 341 est sans doute exagéré, et est même peut-être entièrement inventé par un écrivain plus tard pour faire terminer la guerre par un convenable triomphe romaine. Les mentions des préteurs dans les sources du IVe siècle av. J.-C. sont généralement considérées comme historiques, il est donc possible que le préteur Tiberius Aemilius Mamercinus soit vraiment impliqué dans les négociations de paix avec les Samnites.